# 信陵郡
信陵郡，中国南北朝时设置的郡。
南朝梁设置信陵郡，属信州。治所在归乡县（今湖北省巴东县西北长江北岸旧县坪）。承圣元年（552年）被西魏占领，北周废信陵郡，归乡县改为乐乡县，改属信州秭归郡，隋文帝时乐乡县改为巴东县。